# Brooke-Ducker
Der Brooke-Ducker (Cephalophorus brookei, früher Cephalophus brookei) ist eine Art der Ducker aus dem westlichen Afrika. Er tritt eher selten auf und kommt in Westafrika vor, wo er die tropischen Regenwälder der Tiefländer bewohnt. Die Tiere sind goldbraun gefärbt, charakteristisch ist ein breiter dunkler Mittelstreifen auf dem Rücken. Über die Lebensweise liegen kaum Informationen vor, als Nahrung dienen Früchte und Samen. Die Art wurde im Jahr 1903 eingeführt, im Verlauf des 20. Jahrhunderts galt der Brooke-Ducker weitgehend als Unterart des Ogilby-Duckers. Erst seit dem 21. Jahrhundert ist er wieder als eigenständige Art anerkannt. Der Bestand wird aufgrund starker Bejagung als gefährdet eingestuft.

## Merkmale

### Habitus
Der Brooke-Ducker ist dem nahe verwandten Ogilby-Ducker (Cephalophorus ogilbyi) ähnlich. Er besitzt eine Kopf-Rumpf-Länge von 90 bis 100 cm, eine Schwanzlänge von 12 cm und eine Schulterhöhe von etwa 50 cm. Das Körpergewicht beträgt 14 bis 20 kg. Das Fell zeichnet sich durch eine trübe golden braune Färbung aus, teilweise mit rötlichem Einschlag. Der Rücken ist kräftiger gefärbt als die eher fahle Unterseite. Entlang der Mittellinie des Rückens verläuft von den Schultern rückwärts ein breiter, schwarzer Streifen, der mit 2,7 bis 6,6 cm Breite deutlich ausgeprägter ist als beim Ogilby-Ducker. In der Regel dünnt er nach hinten aus und erreicht nicht die Schwanzwurzel. Die Beine sind ähnlich gefärbt wie der Rücken, die Innenseiten hellen sich aber etwas auf, dunklere Farbflecken wie beim Ogilby-Ducker fehlen. Der Hinterfuß misst dabei 19,5 cm in der Länge. An der Schwanzspitze besteht ein deutliches Büschel aus schwarzen und weißen Haaren. Im Nacken ist eine Zone von Haaren ausgebildet, die entgegen der Strichlinie verlaufen. Der Bereich wird etwa 7,5 bis 10 cm breit. Ein weiteres Haarbüschel von rötlich brauner bis ockerfarbener Tönung ist auf der Stirn ausgebildet. Die auffallenden Ohren sind 8,8 cm lang. Beide Geschlechter tragen Hörner, die für Ducker typisch nach hinten ragen. Männchen weisen dabei Hornlängen von 5,1 bis 9,3 cm auf, bei Weibchen sind sie mit durchschnittlich 2,3 cm Länge deutlich kürzer.

### Schädelmerkmale
Die größte Länge des Schädels beträgt 20,8 cm, zwischen den Jochbögen wird er 8,8 cm breit. Er zeichnet sich durch ein langes Rostrum aus, so dass der Voraugenbereich etwa 11,5 cm Länge erreicht. Der Mittelkieferknochen und das Nasenbein berühren sich auf einer großen Länge, das Stirnbein ist vergleichsweise groß. Auffallenderweise fehlen die deutlichen Schwellungen im Stirnbereich, die den Schädel des Ogilby-Duckers charakterisieren. Die Zahnformel lautet: {\displaystyle {\frac {0.0.3.3}{3.1.3.3}}}. Das Gebiss besteht somit typisch für Hornträger aus 32 Zähnen. Die obere Zahnreihe besitzt eine Länge von 5,7 cm.

## Verbreitung

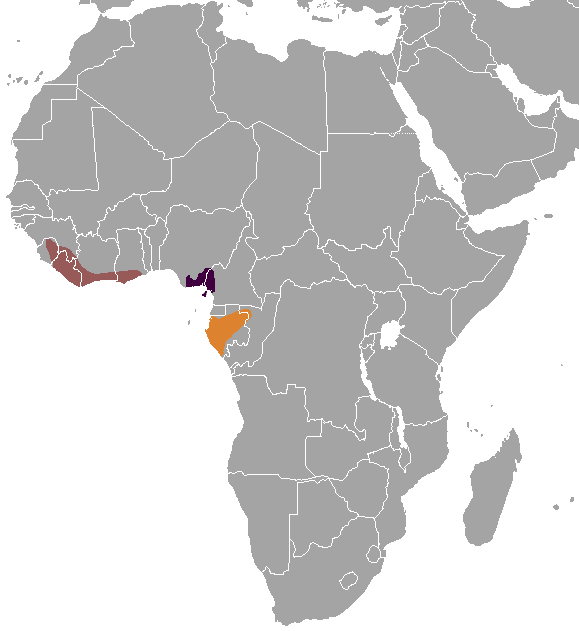
Brooke-Ducker
Ogilby-Ducker
Weißbeinducker

Der Brooke-Ducker ist in Westafrika verbreitet. Er kommt von Sierra Leone westwärts bis nach Ghana westlich des Volta vor. Die Art tritt nur selten in Erscheinung. In Sierra Leone ist sie nur für den Outamba-Kilimi-Nationalpark im Norden des Landes und für Lalehun im Südosten belegt. In Liberia gibt es Nachweise aus den östlichen und südöstlichen Landesteilen, in Côte d’Ivoire dagegen aus den südwestlichen (Nationalpark Taï), zudem wird ein Vorkommen im Südosten des Landes vermutet. Auch in Ghana ist der Brooke-Ducker bisher nur im Süden und Südwesten beobachtet worden, etwa im Bomfobiri- und im Owabi-Wildtierreservat, eine einzelne Sichtung über einen Zeitraum von 10 Jahren stammt aus dem Kakum-Nationalpark. Berichte über ein Auftreten im südöstlichen Guinea sind bisher unbestätigt. Demnach umfasst das Verbreitungsgebiet des Brooke-Duckers die Waldgebiete Westafrikas (Upper Guinean forest block). Die Tiere bevorzugen feuchte tropische Regenwälder des Tieflands, die Höhenverbreitung reicht bis 1000 m. Gelegentlich tritt er auch in Sekundärwäldern oder in Farmland in Erscheinung. Die maximale Populationsdichte wird in Gebieten mit höherem Bestand auf 2 Individuen je Quadratkilometer geschätzt. Der Gesamtbestand umfasst möglicherweise nicht mehr als 5000 Tiere.

## Lebensweise
Die Lebensweise des Brooke-Duckers ist kaum erforscht. Er lebt wahrscheinlich wie die anderen Ducker einzelgängerisch und ist tagaktiv. Ein in Liberia gefangenes Tier war rund 58 % der Tageszeit, aber nur 17 % der Nachtzeit aktiv. Die Nahrung umfasst nach Analysen von Mageninhalten aus dem Nationalpark Taï mit 92 % Anteil hauptsächlich Früchte und Samen, der verbleibende Rest entfällt auf Blüten und vegetative Pflanzenpartien. Besonders häufig verzehren die Tiere Vertreter von Johannisbrotgewächsen wie Dialium oder Schmetterlingsblütlern wie Amphimas beziehungsweise Muskatnussgewächsen wie Coelocaryon. Darüber hinaus werden auch Teile von Ebenholzbäumen, Nauclea oder Scottelia gefressen. Über die Fortpflanzung liegen keine Informationen vor, das Fell der Jungtiere ist gefleckt.

## Systematik
Der Brooke-Ducker ist eine Art aus der Gattung Cephalophorus und der Familie der Hornträger (Bovidae). Die Gattung bildet innerhalb der Hornträger zusammen mit fünf weiteren Artengruppen die Tribus der Ducker (Cephalophini). Die Ducker umfassen überwiegend kleinere bis mittelgroße sowie kompakt gebaute Vertreter der Hornträger. Sie sind endemisch in Afrika verbreitet, mit Ausnahme der Angehörigen von Sylvicapra, die Savannenlandschaften bewohnen, handelt es sich um an waldreiche Habitate angepasste Tiere.

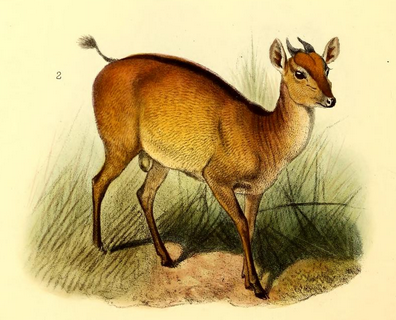
Der Ogilby-Ducker aus dem The book of antelopes 1894, Oldfield Thomas als Erstbeschreiber des Brooke-Duckers vermutet, dass die Abbildung eher seiner neu eingeführten Art entspricht

Die wissenschaftliche Erstbeschreibung des Brooke-Duckers erfolgte im Jahr 1903 durch Oldfield Thomas. Grundlage bildeten zwei Individuen beiderlei Geschlechts und ein Jungtier aus der Umgebung von Fanti bei Cape Coast in Ghana, das Gebiet bildet die Typusregion der Art. Der Holotyp wird durch ein ausgewachsenes Männchen von gut 90 cm Körperlänge und 50 cm Schulterhöhe repräsentiert. Diesen hatte Victor Brooke erworben, auf ihn bezieht sich auch der Artzusatz brookei. Später übergab sein Sohn Douglas Brooke das Individuum zusammen mit der Sammlung seines Vaters an das Natural History Museum in London. Thomas führte den Brooke-Ducker als eigenständige Art ein, sah diese aber als Festlandsform des Ogilby-Duckers an, der bereits 1838 von George Robert Waterhouse benannt worden und zu jener Zeit nur von der Insel Bioko im Golf von Guinea bekannt war. Rund eine Dekade später wies Ernst Schwarz den Brooke-Ducker als Unterart des Ogilby-Duckers aus, was von Jane St. Leger im Jahr 1936 bestätigt wurde. Dieser Status blieb über die nächsten mehr als 60 Jahre bestehen, im Jahr 1978 führte Peter Grubb den Weißbeinducker als dritte Unterart des Ogilby-Duckers ein. Erst im Übergang von 20. zum 21. Jahrhunderts wurde zuerst der Brooke-Ducker aus dem Ogilby-Ducker herausgelöst. Eine Revision der Huftiere, welche 2011 von Colin Peter Groves und Peter Grubb publiziert wurde, erkannte dann auch den Weißbeinducker als eigenständig an. Andere Systematiken ordnen die beiden Formen noch zum Ogilby-Ducker, weisen letzteren aber als Artkomplex aus, der drei allopatrische Arten einschließt.
In seiner Erstbeschreibung benannte Thomas den Brooke-Ducker mit Cephalophus brookei. Die Eingliederung der kleinen Ducker in die Gattung Cephalophus war vor allem im 19. und 20. Jahrhundert relativ üblich, wodurch eine recht umfangreiche und vielfältige Artengruppe entstand. Molekulargenetische Studien aus dem Jahr 2001 ergaben dan innerhalb der Gattung insgesamt drei Entwicklungslinien. Diese umfassten die Riesenducker mit dem Jentink-Ducker und den Schwarzrückenducker, daneben die westafrikanischen Rotducker, etwa den Petersducker, den Schwarzducker oder den Ogilby-Ducker wie auch die ostafrikanischen Rotducker, so den Natal-Rotducker und den Harvey-Rotducker. Diese Aufteilung der Gattung Cephalophus konnte durch spätere, im Jahr 2012 veröffentlichte Untersuchungen prinzipiell bestätigt werden. Allgemein wird der Brooke-Ducker als eng verwandt mit dem Ogilby-Ducker angesehen und steht somit den westafrikanischen Rotduckern nahe. Die Aufsplittung der westafrikanischen Rotducker setzte im Mittleren Pliozän vor rund 3,7 Millionen Jahren ein. Als ein weiteres Ergebnis der genetischen Untersuchungen erwies sich aber, dass Sylvicapra die Schwestergruppe der Riesenducker darstellt, wodurch die Gattung Cephalophus paraphyletisch wurde. Es erwies sich daher als notwendig, die Rotducker aus Cephalophus herauszulösen, wofür Alexandre Hassanin im Jahr 2012 den Gattungsnamen Cephalophorus vorschlug. Ein Wissenschaftlerteam um Eva V. Bärmann setzte zehn Jahre später diese Anregung offiziell um.

## Bedrohung und Schutz
Der Brooke-Ducker wird intensiv gejagt und das Fleisch der Tiere teilweise auf den lokalen Bushmeat-Märkten verkauft. Weitere Bedrohungen für den Bestand stellen Waldzerstörung durch Holzeinschlag oder Umwandlung in landwirtschaftlich nutzbare Flächen dar. Seit dem Jahr 2000 gab es einen Rückgang der Population von schätzungsweise 10 %. Die IUCN stuft die Art momentan als „bedroht“ (vulnerable) ein, möglicherweise ist ein höherer Gefährdungsgrad notwendig. Sie ist in mehreren Schutzgebieten präsent, so im Outamba-Kilimi-Nationalpark in Sierra Leone, im Nationalpark Sapo in Liberia, im Nationalpark Taï in Côte d’Ivoire und im Kakum-Nationalpark in Ghana.